# Pero Pardo
Pero Pardo es el nombre de una variedad cultivar de manzano (Malus domestica). Esta manzana está cultivada en la colección de la Estación Experimental Aula Dei (Zaragoza) con nº de accesión 3369. Así mismo está cultivada en la colección del Banco de Germoplasma del manzano de la Universidad Pública de Navarra con el Nº BGM276 de ejemplares procedentes de esquejes localizados en Betanzos (Galicia).

## Sinónimos
- "Manzana Pero Pardo",[8]
- "Pero Pardo Sagarra",[9][10][11][12][13][3]

## Características
El manzano de la variedad 'Pero Pardo' tiene un vigor medio. El árbol tiene tamaño medio y porte erecto, con tendencia a ramificar baja, con hábitos de fructificación en ramos cortos y largos; ramos con pubescencia ausente o muy débil; presencia de lenticelas muy escasa; grosor de los ramos grueso; longitud de los entrenudos media.
Tamaño de las flores grande, disposición de los pétalos libre, color de la flor abierta blanco; época de floración media, con una duración de la floración media. Incompatibilidad de alelos S2 S10.
Las hojas tienen una longitud del limbo de tamaño medio, con color verde oscuro, pubescencia presente, con la superficie mate. Forma del limbo es ovalado, forma del ápice apicular, forma de los dientes ondulados, y la forma de la base del limbo redondeado. Plegamiento del limbo con porte horizontal; estípulas filiformes; longitud del pecíolo medio.
La variedad de manzana 'Pero Pardo' tiene un fruto de tamaño pequeño, de forma globoso cónica; con color de fondo verde, con sobre color de importancia ausente; grosor de pedúnculo medio, profundidad cavidad pedúncular pequeña; profundidad de la cavidad calicina grande; apertura del ojo abierto; color de la carne verdosa; acidez débil, azúcar medio, y firmeza de la carne alta.
Época de maduración y recolección tardía. Se usa como manzana de mesa, y también como manzana de sidra.

## Mosto para sidra
Clasificadas como “correctoras” hay 5 variedades de manzanas que se utilizan en la elaboración de sidra de Navarra. 'Pero Pardo' es una de las variedades utilizadas como correctoras por su contenido en polifenoles adecuados, y tanto Grado Brix como pH altos.

## Susceptibilidades
- Oidio: ataque medio
- Moteado: ataque débil
- Fuego bacteriano: ataque medio
- Carpocapsa: no presenta
- Pulgón verde: ataque medio
- Araña roja: ataque medio[5][16]